# Regardez moi
Regardez moi è il primo album in studio del rapper italiano Frah Quintale, pubblicato il 24 novembre 2017 dalla Undamento.
L'album prende il nome da un graffito presente in un hotel abbandonato di Brescia, la città natale dell'artista.

## Tracce
Testi di Francesco Servidei, eccetto dove indicato, musiche di Stefano Ceri.
1. 8 miliardi di persone – 3:43
2. Branchie – 3:12 (testo: Francesco Servidei, Pietro Paletti)
3. Si, ah – 2:52
4. Hai visto mai – 3:28
5. Floppino – 2:43
6. Cratere – 2:59
7. Accattone – 2:01
8. Nei treni la notte – 3:04
9. Gli occhi – 2:22 (testo: Francesco Servidei, S.Bannò)
10. Avanti/Indietro (feat. Ceri) – 3:39 (testo: Francesco Servidei, Stefano Ceri)

## Classifiche

### Classifiche settimanali
| Classifica (2017) | Posizione massima |
| ----------------- | ----------------- |
| Italia            | 54                |

### Classifiche di fine anno
| Classifica (2022) | Posizione |
| ----------------- | --------- |
| Italia            | 89        |
| Classifica (2023) | Posizione |
| Italia            | 57        |
| Classifica (2024) | Posizione |
| Italia            | 67        |